# Hans Christoph Freiherr Tucher von Simmelsdorf
Hans Christoph Freiherr Tucher von Simmelsdorf (* 24. September 1904 in Schönbühl bei Lindau (Bodensee); † 11. August 1968 in London) war ein deutscher Bankenjurist. Er saß 32 Jahre im Verwaltungsrat des Germanischen Nationalmuseums, in den letzten vier Jahren seines Lebens als 1. Vorsitzender. 

## Werdegang
Tucher entstammte einer der bekanntesten Familien des Nürnberger Patriziats, den Tucher von Simmelsdorf. Er studierte an der Friedrich-Alexander-Universität Erlangen Rechtswissenschaft. 1924 wurde er im Corps Onoldia recipiert. Mit ihm aktiv waren Ernst Meyer-Camberg und August Haußleiter. Ebenfalls 1924 wurde er in Erlangen zum Dr. iur. promoviert.
Er arbeitete danach als Rechtsanwalt in England und Frankreich und kehrte dann nach Bayern zurück.
Baron Tucher saß ab dem 5. Juli 1936 im Verwaltungsrat des Germanischen Nationalmuseums 1959–1968 war er Vorstandssprecher der Bayerischen Vereinsbank.  Er war Bankier und Vertrauter von Theodor Heuss. Beim Germanischen Nationalmuseum seit dem 17. Juli 1946 zweiter Vorsitzender des Verwaltungsrates, rückte er am 31. Januar 1964 zum Vorsitzenden auf. Er war Mitbegründer der (zweiten) Deutsch-Englischen Gesellschaft, die 2001 zur Deutsch-Britischen Gesellschaft wurde.

## Aufsichtsräte
- Siemens & Halske[7]
- Allianz Versicherungs-AG[8]
- Vereinsbank Hamburg
- Norddeutsche Kreditbank[9]

## Ehrungen
- Verdienstorden der Bundesrepublik Deutschland, Großes Bundesverdienstkreuz (1954)
- Bayerischer Verdienstorden
- Commander des Order of the British Empire[6][10]
- Tucherpark in München